# Governo Drakeford I
Il governo Drakeford è il decimo governo gallese decentrato in carica dal 13 dicembre 2018, sotto la quinta legislatura dell'Assemblea nazionale per il Galles, ora Parlamento gallese.
È guidato da Mark Drakeford nuovo leader laburista dopo le dimissioni di Carwyn Jones, alla guida della maggioranza assoluta nel parlamento eletta nel maggio 2016 grazie al sostegno di due membri nell'ambito di una coalizione ad hoc. Succede al terzo governo Jones (2016-2018).

## Composizione
| Carica                                                 | Titolare | Titolare | Titolare                   | Collegio elettorale       | Partito             | Mandato |
| ------------------------------------------------------ | -------- | -------- | -------------------------- | ------------------------- | ------------------- | ------- |
| Primo ministro                                         |          |          | Mark Drakeford MS          | Cardiff West              | Laburista           | 2018–   |
| Finanze Trefnydd (Leader della Camera)                 |          |          | Rebecca Evans MS           | Gower                     | Laburista           | 2018–   |
| Salute e servizi sociali                               |          |          | Vaughan Gething MS         | Cardiff South and Penarth | Laburista           | 2016–   |
| Relazioni internazionali e lingua gallese              |          |          | Baronessa Morgan di Ely MS | Mid & West Wales          | Laburista           | 2018–   |
| Economia, trasporti e Galles del Nord                  |          |          | Ken Skates MS              | Clwyd South               | Laburista           | 2016–   |
| Edilizia abitativa e governo locale                    |          |          | Julie James MS             | Swansea West              | Laburista           | 2018–   |
| Istruzione                                             |          |          | Kirsty Williams MS         | Brecon and Radnorshire    | Liberal Democratici | 2016–   |
| Ambiente, energia e affari rurali                      |          |          | Lesley Griffiths MS        | Wrexham                   | Laburista           | 2016–   |
| Transizione europea Consigliere generale per il Galles |          |          | Jeremy Miles MS            | Neath                     | Laburista           | 2018–   |